# Autobusové linky pro tělesně postižené v Praze

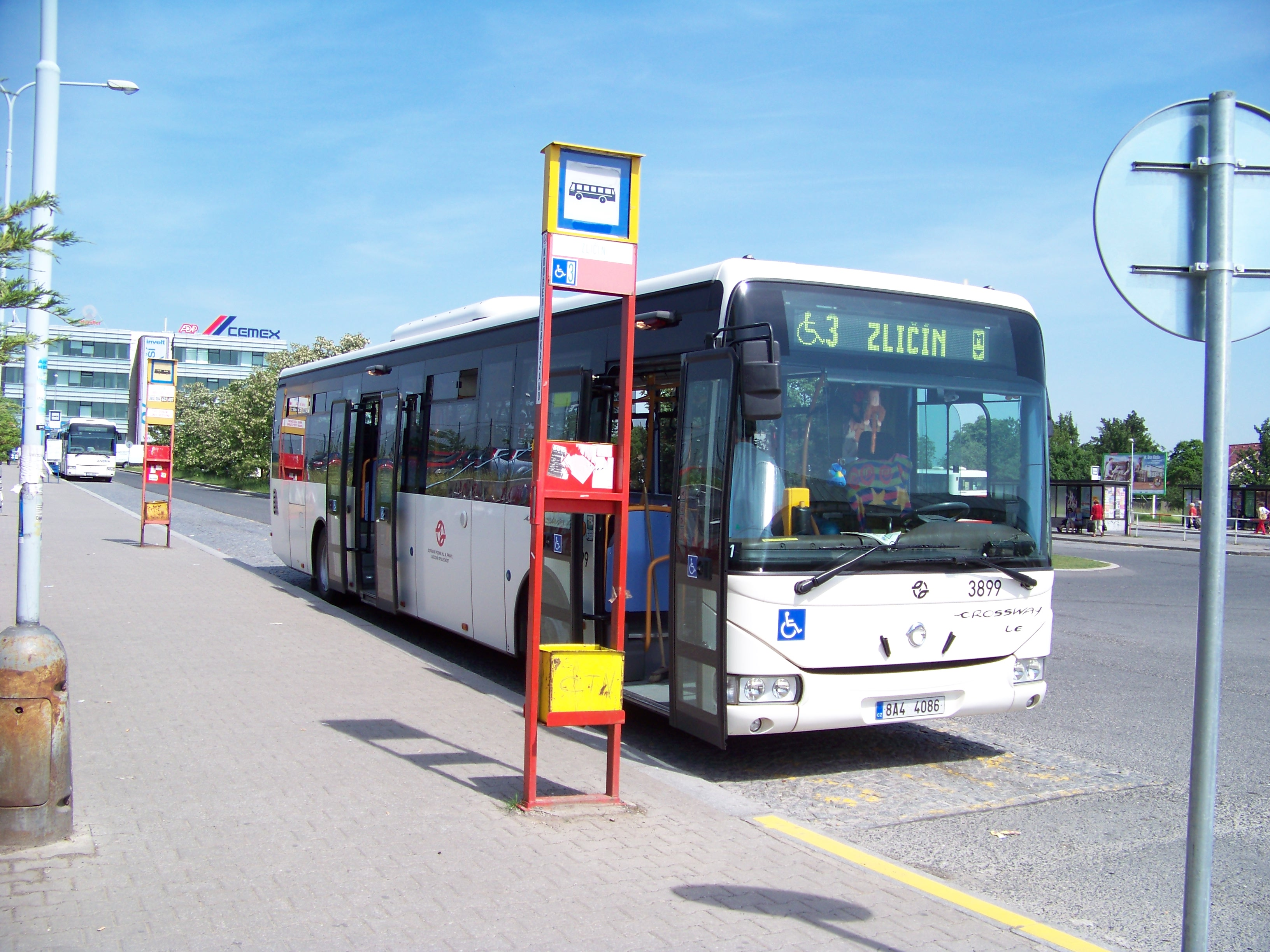
Autobus Irisbus Crossway LE Dopravního podniku hl. m. Prahy na speciální lince č. 3 na Zličíně v květnu 2009

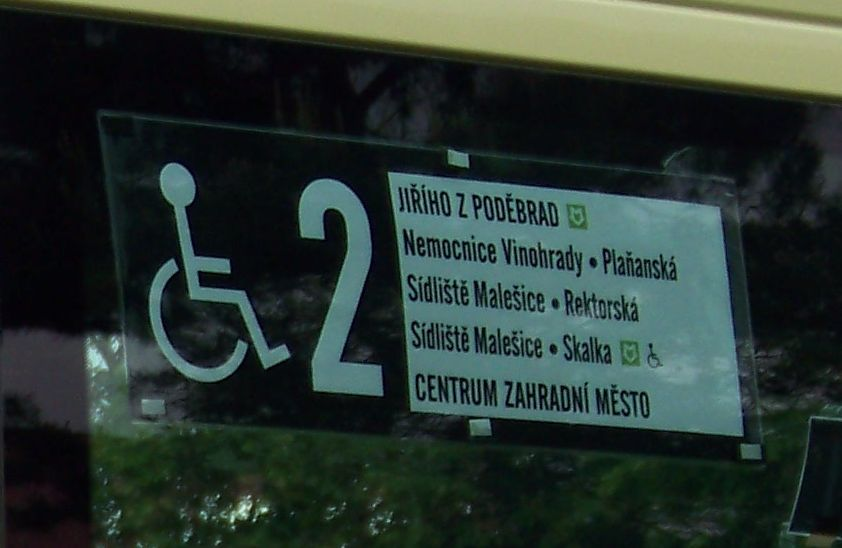
Označení linky na mikrobusu společnosti Societa o. p. s.

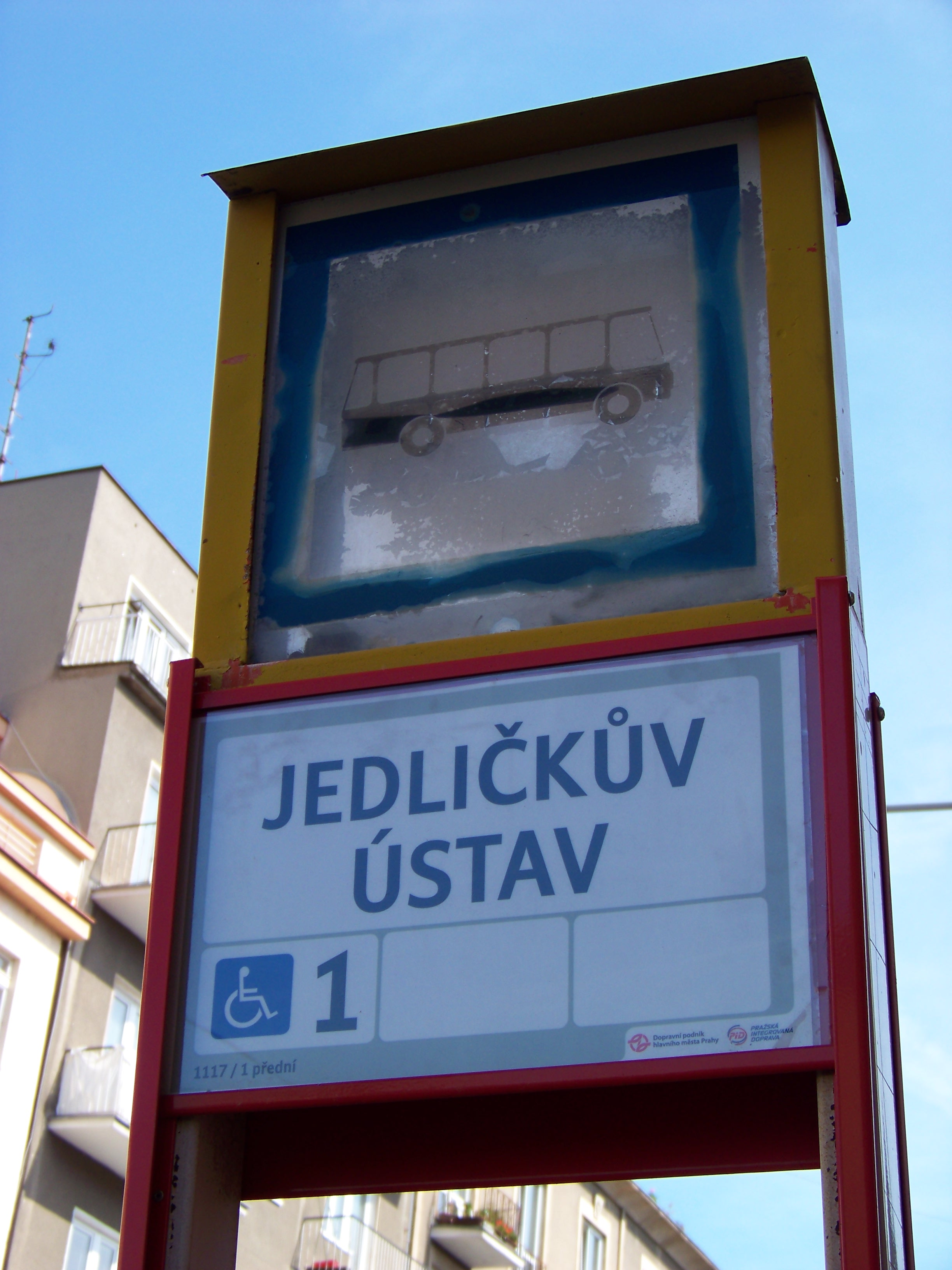
Označení linky H1 v zastávce Jedličkův ústav

Autobusové linky pro tělesně postižené v Praze byly od roku 1995 do července 2024 speciální součástí Pražské integrované dopravy a pražské městské hromadné dopravy. Jednalo se o jediné linky v rámci PID, které neměly charakter veřejné dopravy, ale zvláštní linkové dopravy, tj. byly určeny pouze pro vymezený okruh cestujících (školní linky jsou sice vnímány podobně a neškolní veřejnost je užívá minimálně, ale oficiálně mají v současné době charakter veřejné linkové dopravy). Kromě toho je pod hlavičkou PID prováděna od roku 2009 i poptávková nelinková doprava speciálně upravenými minibusy.

## Označení
Linky pro tělesně postižené nebyly zařazeny do jednotného číslování linek MHD a PID, ale na zastávkách a vozidlech byly označovány kombinací mezinárodního symbolu bezbariérové přístupnosti (invalidní vozík) a čísla 1 až 3; Zjednodušeně byly někdy linky označovány jen čísly 1 až 3 spolu se slovním popisem (linky pro invalidy, pro tělesně postižené, pro vozíčkáře) anebo byl symbol vozíku nahrazen písmenem „i“ nebo „I“ (invalidní), od prosince 2010 písmenem „H“ (handicapovaní).
Plná licenční čísla linek (na jízdních řádech neuvedená) byla 103001 až 103003. V databázích PID byly kódovány jako linky 799 (1 dopravce DPP), 797 (2 dopravce Societa a About Me) a 798 (3 a 2 dopravce DPP). V souvislosti s určením sedmistovkové řady pro regionální linky se pro linku H1 v její poslední fázi používal interní kód 289.

## Určení a vybavení
Autobusy byly speciálně upravené pro přepravu invalidních vozíků. Původně byly linky vyhrazeny jen pro držitele průkazů ZTP a ZTP-P a jejich průvodce, později[kdy?] byly zpřístupněny i dalším osobám se sníženou schopností pohybu a orientace, cestujícím s dětmi do tří let věku (tedy například s dětskými kočárky), těhotným ženám a jejich doprovodu a při té příležitosti byla vozidla vybavena i označovacími strojky na jízdenky (do té doby mohli linky využívat jen cestující s nárokem na bezplatnou přepravu) a fakticky zařazeny do PID.

## Organizace provozu
Linky byly vždy v provozu pouze v pracovních dnech, mezi linkami byl na Florenci (dříve na náměstí Republiky) zajištěn koordinovaný přestup, pro nějž jízdní řád stanovil v této zastávce pobyt vozidel po dobu 15–20 minut. V roce 2010 bylo na linkách 1 a 3 v každém směru 7 spojů denně a na lince 2 celodenní hodinový interval, tedy 17 párů spojů, v roce 2015 bylo na linkách 1 a 2 v provozu 7 párů spojů s nepravidelným intervalem (přibližně dvě a čtvrt až dvě a půl hodiny). Mezi roky 2010 - 2013 byl na linkách zaveden interval 60 minut (resp. na lince č. 2 v úseku Florenc - Sídliště Stodůlky 120 minut).

## Význam a souvislosti
Podobné linky jsou například i v Brně, kde tuto funkci mají linky 81 a 82 (do roku 2003 s čísly 204 a 205), které však jsou přístupné všem cestujícím.
V Praze je doprava tělesně postižených včetně vozíčkářů možná i v ostatních, veřejných linkách, přičemž na tramvajových a autobusových linkách přibývá nízkopodlažních vozidel, část spojů na vybraných linkách je v jízdních řádech označena jako garantovaně nízkopodlažní, nové stanice metra jsou stavěny jako bezbariérově přístupné a postupně je s vysokými náklady budován bezbariérový přístup i do některých starších stanic metra.
Mezi zvláštními autobusovými linkami byly zpočátku jmenovány i midibusové linky 291 a 292, což byly veřejné linky sloužící zejména k obsluze nemocnic v centru města (Nové Město a Malá Strana).

## Linky Dopravního podniku hl. m. Prahy

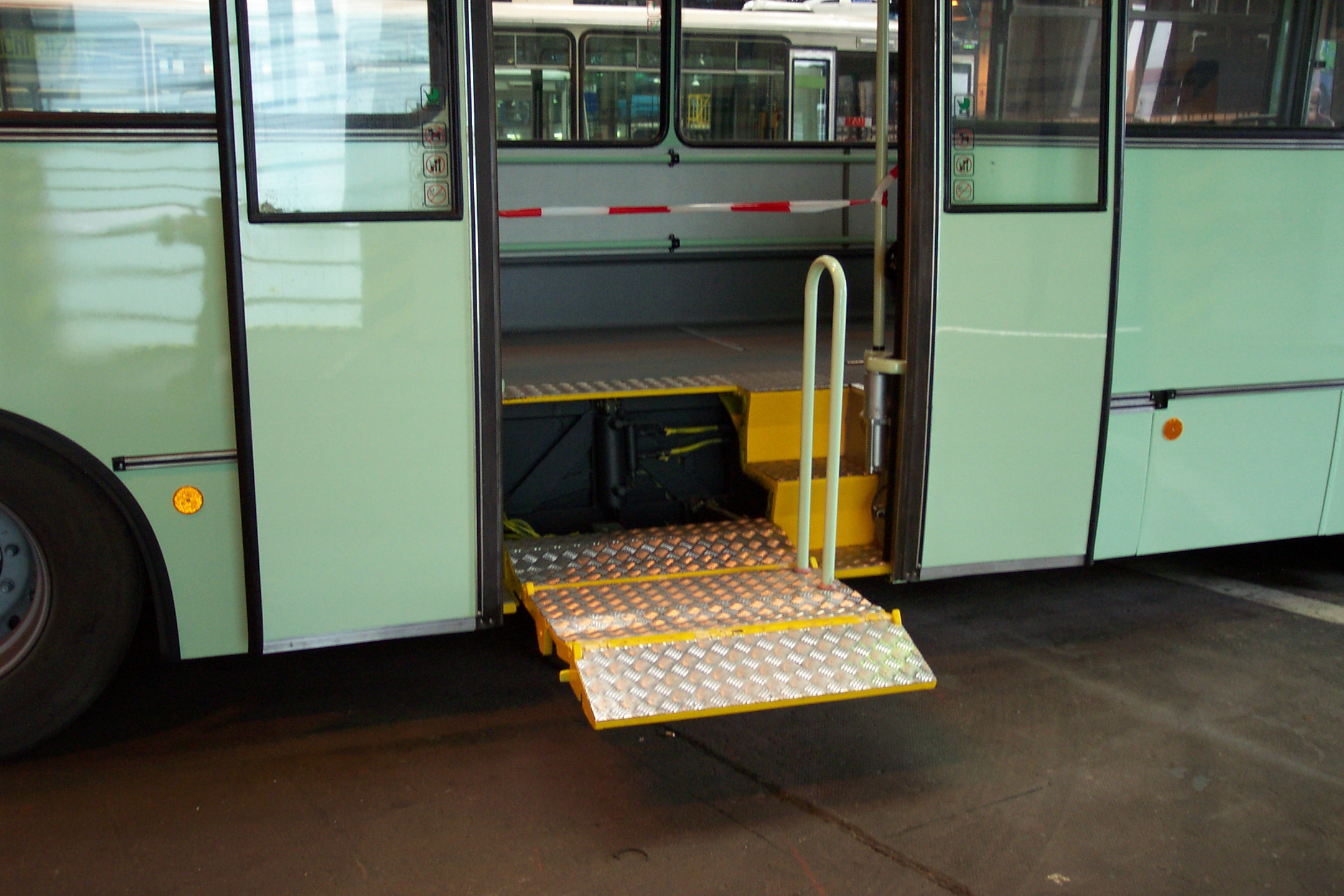
Karosa B 732 ZTP, skládací plošina

Dopravní podnik hl. m. Prahy a. s. provozoval až dvě speciální autobusové linky, které kolem roku 2003 o pracovních dnech obsluhovaly 3 vozy. Autobusy pro tyto linky jsou garážovány výhradně v garážích Hostivař a vypravovány z nich. V roce 2009 se objevily spekulace o zrušení linek nebo o přepuštění jinému dopravci.

### Vozový park
Postupně bylo v rámci generálních oprav pro tyto speciální linky upraveno 10 autobusů Karosa B 732 do speciálního provedení (neoficiálně označovaného jako B732 ZTP). U středních dveří je skládací plošina (která ve složeném stavu vypadá jako běžné schody) a uvnitř autobusů je méně sedadel a více prostoru pro invalidní vozíky. Osádka vozu bývala dvoučlenná, jeden pracovník byl určen pro ovládání plošiny a asistenci cestujícím. V pozdějším období byla funkce asistenta zrušena. Nejstarší dva takto upravené vozy (5211 a 5213) byly vyřazeny v letech 1998 a 1997, dále byly upraveny vozy typu B 732.20 ev. č. 5409, 5422, 5424, 5439, 5484, 5493 původně vyrobené roku 1988, vůz 5602 a také vůz 5717 typu B 732.40 vyrobený roku 1990. U prvních vozů byla použita celoplošná reklama, kvůli snadné rozeznatelnosti speciálních linek však byl nátěr nahrazen jednotným světle zeleným. V roce 1999 bylo pro tyto linky vyhrazeno 8 autobusů typu B 732 (5409, 5422, 5424, 5439, 5484, 5493, 5602, 5717), v roce 2007 je zmiňován stav 7 vozů.

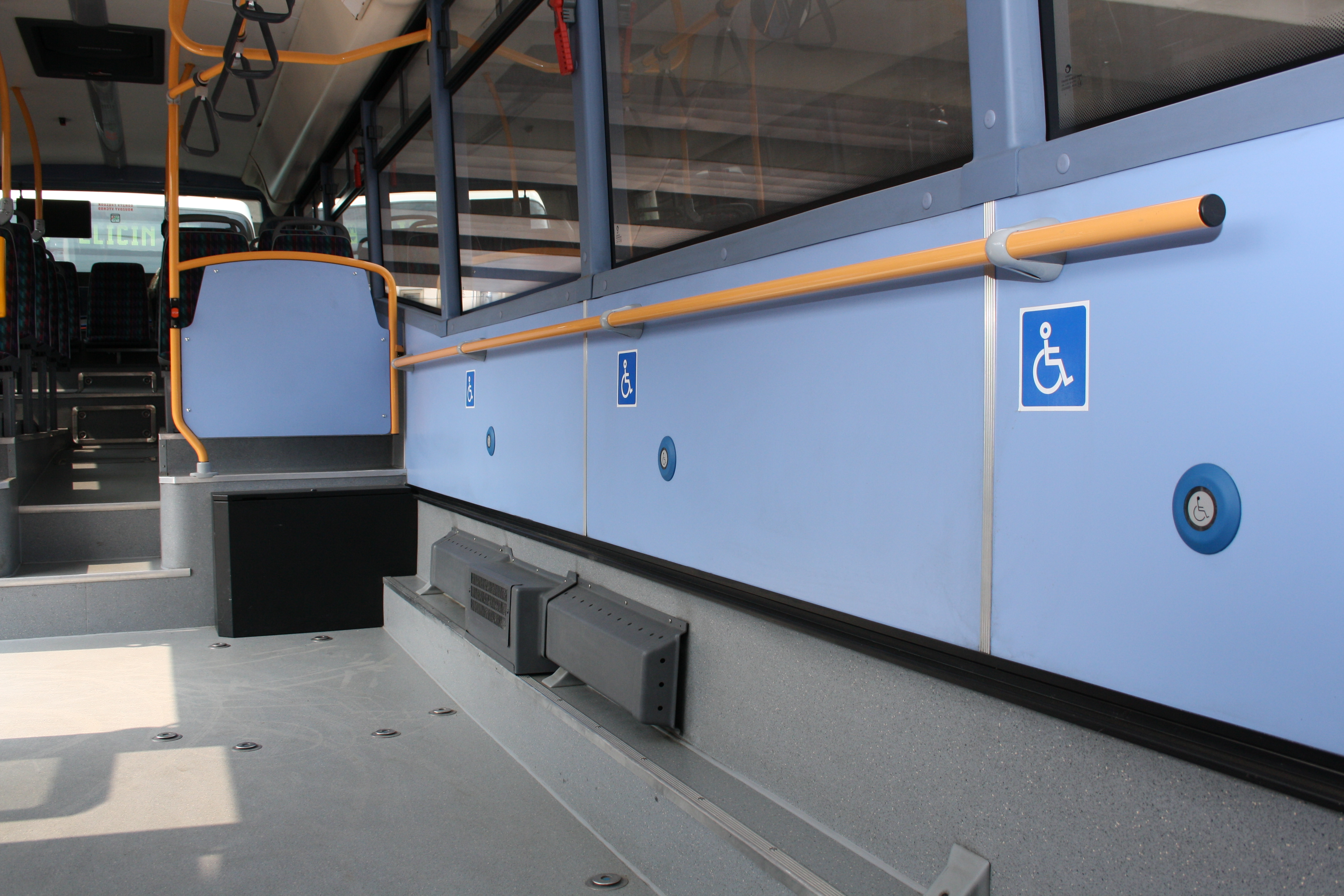
Interiér upraveného Irisbusu

Dne 28. či 29. ledna 2008 nasadil DP do provozu na tyto linky první dva nové vozy Iveco Crossway LE 12.8 ZTP (3898 a 3899), počátkem prosince 2008 byly nasazeny další dva (3986 a 3987). V roce 2009 byly kromě 4 nových Crosswayů ve stavu ještě poslední 4 vozy Karosa B 732 ZTP (ev. č. 5409, 5422, 5424, 5493), které byly během následujících měsíců vyřazeny.

### Linka 1
1. října 1992 zavedena ještě bez čísla 1 pouze se symbelm invalidního vozíku v trase Náměstí Republiky – Florenc – Poliklinika Vysočany – Hejtmanská – Bouřilova  – Bryksova

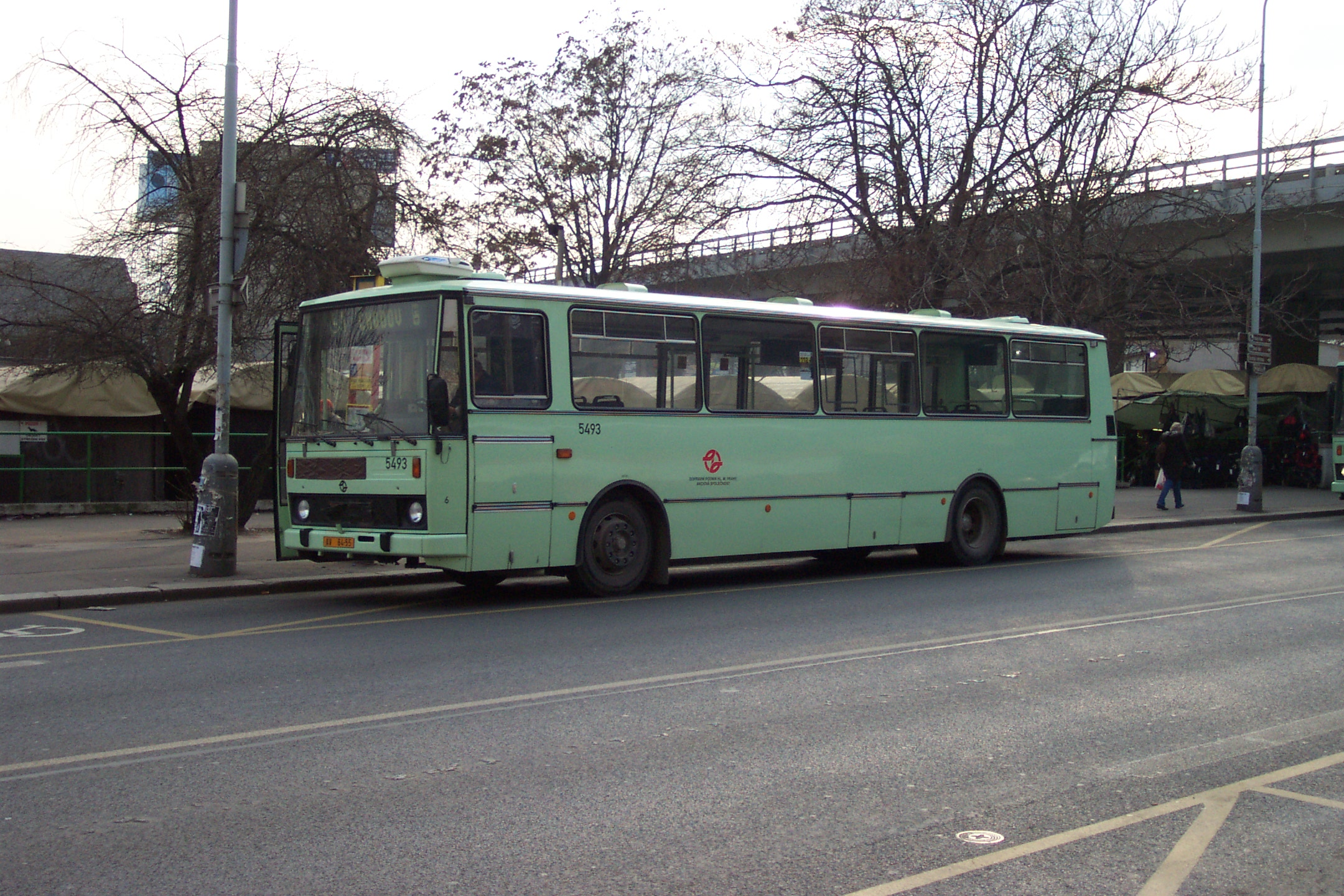
Vůz Karosa B 732 ZTP ev. č. 5493 na lince 1 na Florenci v únoru 2007

Linka byla zřízena jako první svého druhu v Praze již s číslem 1, a to 22. května 1995 v trase Petýrkova – Nemocnice Krč – Budějovická – Jedličkův ústav – I. P. Pavlova – Florenc – Poliklinika Vysočany – Hejtmanská – Bouřilova – Globus Černý Most – Chlumecká – Bryksova; některé zdroje uvádějí zahájení provozu již k roku 1992.
během roku 1995 prodloužena o úsek Petýrkova – Chodov
9. listopadu 1998 přejmenovány zastávky Bouřilova (zastávka ve směru Černý Most zrušena) a Hejtmanská (zastávka ve směru Poliklinika Vysočany zrušena) na Rajská Zahrada, Chlumecká na Černý Most
26. června 2004 nově zajíždí ve směru Chodov do zastávky Poliklinika Budějovická
15. listopadu 2004 zřízena zastávka Pražského povstání
V roce 2010 byla linka v provozu v trase: CHODOV – U Kunratického lesa (Z) – Petýrkova – U Kunratického lesa (T) – Na Proutcích (T) – Kunratická škola (T) – (Ústavy Akademie věd (T, dřívější název Mikrobiologický ústav) – V lískách (T)) – IKEM (T) – Nemocnice Krč – Poliklinika Budějovická (T) – Budějovická (Z) – Pankrác – Pražského povstání – Jedličkův ústav – I. P. Pavlova – Náměstí Republiky (Z) – Florenc – Náměstí Republiky (T) – Karlínské náměstí – Invalidovna – (Palmovka) – Poliklinika Vysočany – Rajská zahrada – (OC Černý Most (Z) – Černý Most – OC Černý Most (T)) – Breitcetlova – BRYKSOVA
Některé spoje vynechávají zajíždění do zastávek OC Černý Most a Černý Most nebo do zastávky Palmovka, do zastávek Ústavy Akademie věd a V lískách zajíždějí pouze dva ranní spoje v jednom směru (stav k roku 2010).
24. června 2004 bylo upraveno vedení linky v okolí Budějovické a jeden směr přeložen k poliklinice, 15. listopadu 2004 byla zřízena zastávka Pražského povstání, 10. prosince 2006 byly zřízeny zastávky Kunratická škola a IKEM a přejmenována zastávka Mikrobiologický ústav na Ústav Akademie věd.
K 12. prosinci 2010 bylo opět upraveno vedení v okolí Budějovické, zároveň bylo změněno ukončení v oblasti Černého Mostu, takže linka byla ukončena v terminálu Černý Most. K dalším změnám v oblasti Černého Mostu došlo od 6. března 2011. Od 29. června 2013 byla konečná přemístěna do zastávky Obchodní centrum Černý Most a zároveň do této zastávky začaly zajíždět všechny spoje kromě prvního a posledního. Od 2. července 2016 je zřízena zastávka Hlavní nádraží ve Wilsonově ulici.
V říjnu 2018 mluvčí organizace ROPID Filip Drápal uvedl, že extrémně nízké využití linky H1 je dlouhodobý problém, který je však s ohledem na společensko-politickou citlivost obtížně řešitelný. Kvůli velké nabídce ostatních nízkopodlažních spojů jezdí téměř zcela nevyužitá, nicméně s návrhem na zrušení linky zatím nesouhlasí zástupci sdružení vozíčkářů a členové takzvané bezbariérové komise HMP. Přeprava jednoho vozíčkáře na této lince vyjde v průměru na 900 korun, což je o několik set korun více, než Ropid platí za služby přepravy invalidů v rámci služby door-to-door v Praze.
Od 29. června 2019 je linka zkrácena do polookružní trasy Chodov – Florenc – Náměstí Republiky – Chodov. V úseku Florenc – Obchodní centrum Černý Most je linka zrušena.
Na základě rozhodnutí města z prosince 2023 byl k 27. červenci 2024 byl provoz linky H1 ukončen a tím byla ukončena éra zvláštních autobusových linek pro handicapované. Provoz byl zrušen z důvodu, že většina spojů jezdila prázdných, a o zrušení se uvažovalo již několik let. ROPID vyčíslil, že na jednu jízdu vozíčkáře připadaly náklady 900 Kč.

### Linka 3
15. června 1998 v trase: SÍDLIŠTĚ ŘEPY – Slánská – K Fialce – Kodymova – Bucharova – Nemocnice Motol – Vypich – Břevnovská – Hradčanská – Malostranská – Nemocnice Na Františku (dřívější název Řásnovka) – Náměstí Republiky (Z) – Florenc – Náměstí Republiky (T) – Pražská tržnice – Nádraží Holešovice – Rokoska – Bulovka – Čertův vršek – Madlina – Prosek – Střížkov – Poliklinika Prosek – Střížkov – Třebenická – Sídliště Ďáblice – VOZOVNA KOBYLISY
10. dubna 1999 se mění název zastávky Dětská nemocnice na Nemocnice Motol
V roce 2000 byla linka v provozu v trase: (ZLIČÍN – Halenkovská) – SÍDLIŠTĚ ŘEPY – Slánská – K Fialce – Kodymova – Nemocnice Motol – Vypich – Břevnovská – Hradčanská – Malostranská – Nemocnice Na Františku (dřívější název Řásnovka) – Náměstí Republiky (Z) – Florenc – Náměstí Republiky (T) – Pražská tržnice – Nádraží Holešovice – Rokoska – Bulovka – Čertův vršek – Madlina – Prosek – Střížkov – Poliklinika Prosek – Střížkov – Třebenická – SÍDLIŠTĚ ĎÁBLICE
2. října 2000 zřízena zastávka Bucharova
V roce 2002 byla linka v provozu v trase: (ZLIČÍN – Halenkovská) – SÍDLIŠTĚ ŘEPY – Slánská – K Fialce – Kodymova – Bucharova – Nemocnice Motol – Vypich (Z) – Břevnovská – Hradčanská – Malostranská – Nemocnice Na Františku (dřívější název Řásnovka) – Náměstí Republiky (Z) – Florenc – Náměstí Republiky (T) – Pražská tržnice – Nádraží Holešovice – Rokoska – Bulovka – Čertův vršek – Madlina – Prosek – Střížkov – Poliklinika Prosek – Střížkov – Třebenická – SÍDLIŠTĚ ĎÁBLICE – (U SPOJŮ)
Některé spoje vynechávají zastávku Pražská tržnice. Do zastávky U Spojů zajíždí jen jeden pár spojů, do zastávky Zličín jen část spojů. Jízdní doba v celé trase jedním směrem včetně pobytu v zastávkách je 113 minut (stav v roce 2010).
1. září 2007 byla zřízena zastávka Třebenická.
Zastávka Střížkov byla zřízena při otevření zdejší stanice metra 8. května 2008.
K 12. prosinci 2010 byla linka zrušena.

### Linka 2
Linka 2 v trase Florenc – Náměstí Republiky – Hradčanská – Břevnovská – Vypich – Nemocnice Motol – Motol – Bucharova – Kodymova – Sídliště Stodůlky (některé zdroje uváděly ukončení v zastávce Kodymova), provozovaná autobusy Iveco Crossway, byla zavedena k 29. červnu 2013 jako náhrada západní části dřívější minibusové linky 2.
7. dubna 2015, u příležitosti prodloužení linky metra A do stanice Nemocnice Motol, byla linka zrušena. Náhradou za ni byly na midibusové lince 168 v pracovní dny zřízeny speciální vložené spoje v intervalu 90 minut v trase Kodymova – Nárožní – K Fialce – Motol – Nemocnice Motol – Kukulova (Z) – Vypich (T). Zatímco běžné spoje na lince zajišťují midibusy, tyto vložené spoje zajišťuje speciálně upravený nízkopodlažní autobus standardní délky Iveco Crossway ze zrušené linky H2. Běžné spoje linky mají v pracovní dny 30minutový interval, tyto vložené spoje tedy dělí každý třetí interval. Oproti běžným spojům linky nezastavují v zastávkách Za Mototechnou, Ordovická, Šafránkova, Na Šafránce a Nemocnice Na Homolce.

## Linka 2 (ČSAD Kladno)
Licenční číslo 103102 mívala kolem roku 1995 po nepříliš dlouhou dobu linka ČSAD Kladno z Dejvické na náměstí Republiky, která fakticky byla speciálním prodloužením běžného veřejného spoje meziměstské linky z Kladna. Jakožto neveřejná linka nebyla uváděna v přehledech PID, pražské městské dopravy ani v IDOSu a krajských knižních jízdních řádech, takže se o ní dochovalo jen málo dokladů – nejvýraznějším dokladem byla mnohaletá mezera v číslování speciálních linek Dopravního podniku (a v době provozu linky též zastávkový krakorec ČSAD na náměstí Republiky u Kotvy, který by mohl být dohledatelný na dobových fotografiích).

## Minibusová linka 2 (Societa o. p. s. a About Me s. r. o.)

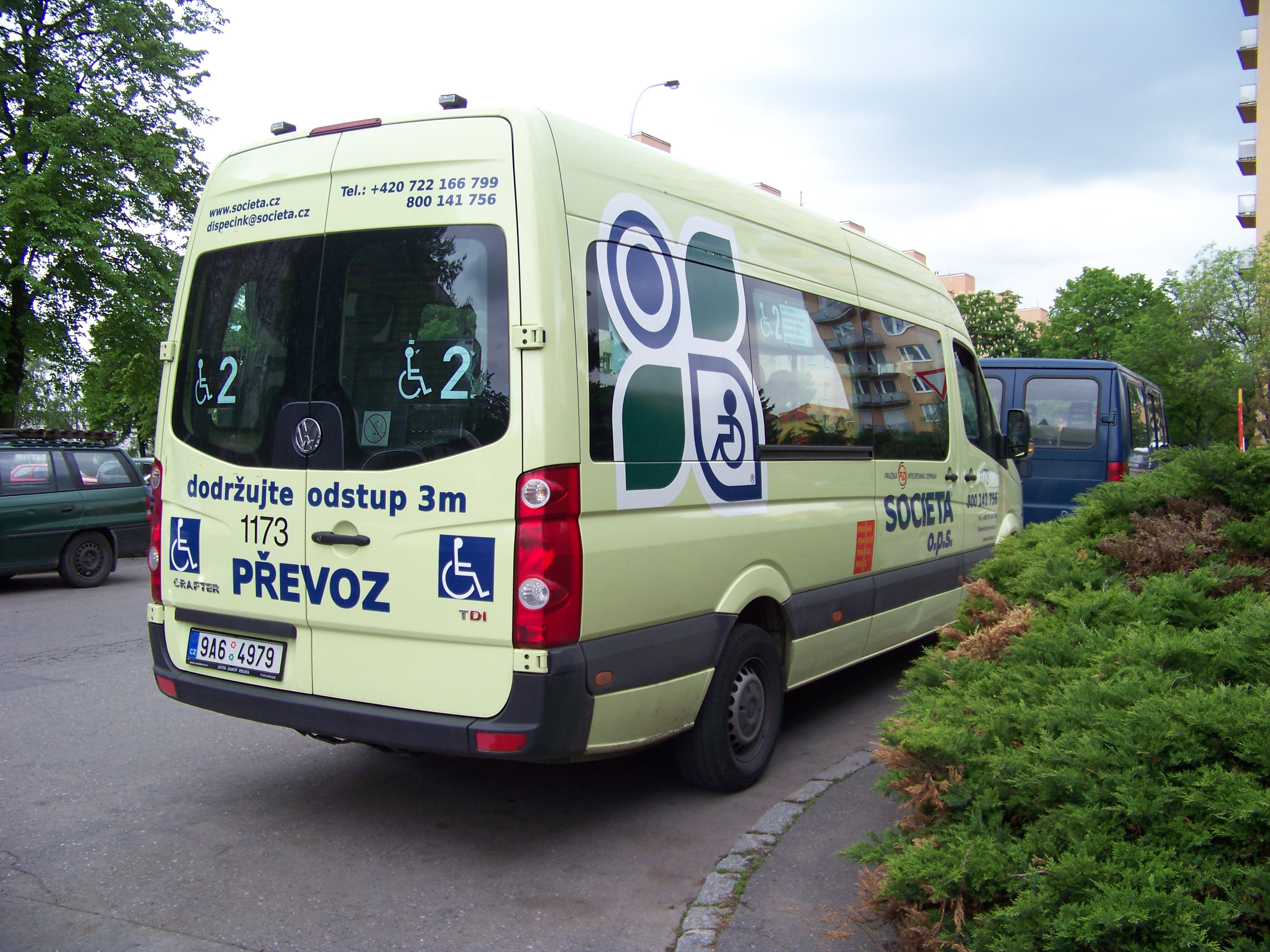
VW Crafter ev. č. 1173 firmy Societa na konečné Centrum Zahradní Město

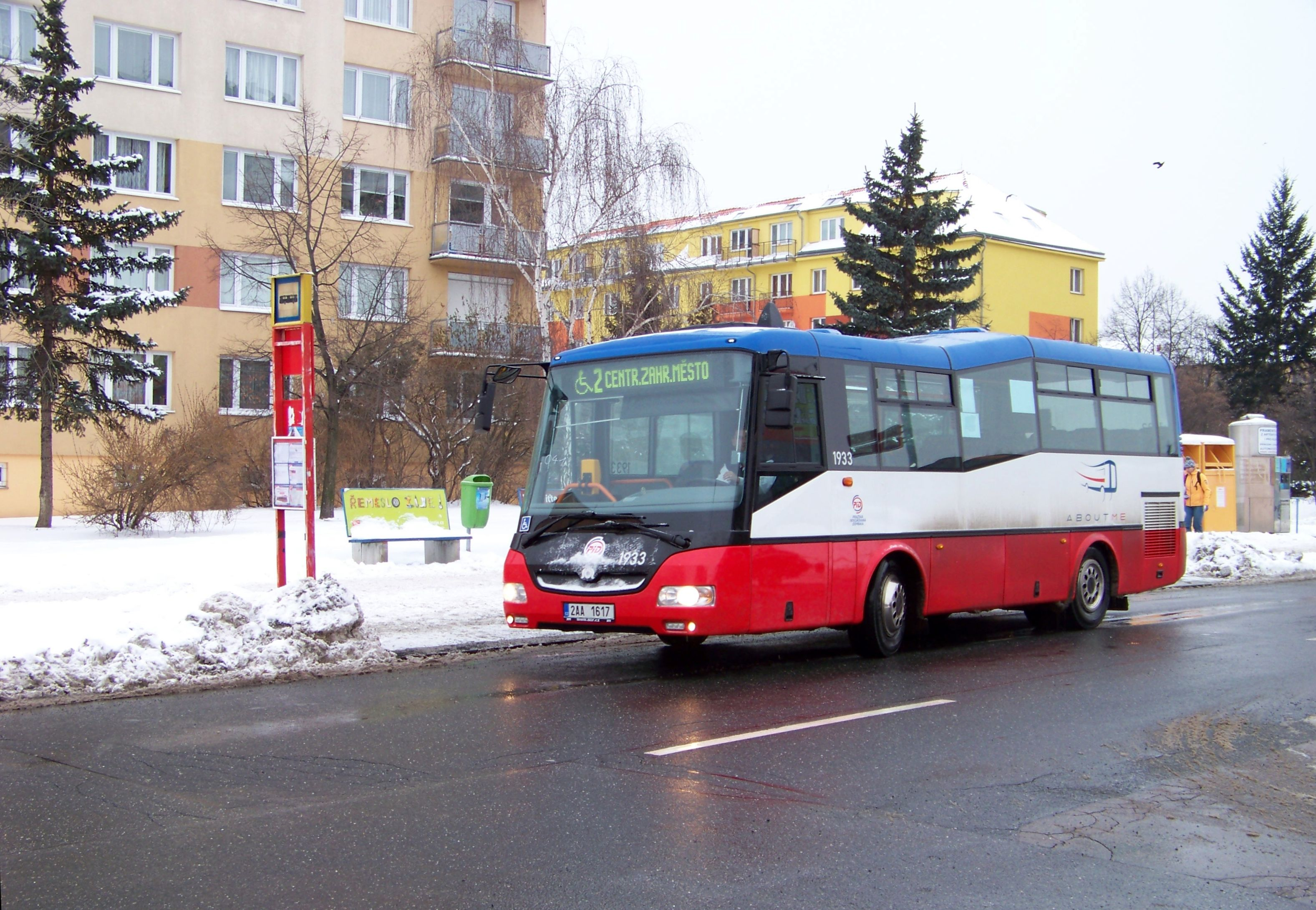
SOR CN 8,5 dopravce About Me ev. č. 1933 na konečné Centrum Zahradní Město

Nová linka číslo 2 (v interním číslování 797, licenční číslo 103102) byla zřízena 22. února 2010 (původně bylo spuštění plánováno na 15. února 2010) v trase Jiřího z Poděbrad – Nemocnice Vinohrady – Plaňanská – Sídliště Malešice – Rektorská – Sídliště Malešice – Skalka – Poliklinika Zahradní Město – Centrum Zahradní Město. Dopravcem se stala Societa o. p. s., která již od března 2009 provozovala v rámci PID poptávkovou dopravu pro tělesně postižené. Pro linku byly vybaveny tři mikrobusy Volkswagen Crafter (s evidenčními čísly 1171, 1172 a 1173). Vozy mají kapacitu devět cestujících bez vozíku nebo šest na elektrickém vozíku, vnitřní prostor je operativně upravitelný. V době zavedení linka jezdíla v pracovní dny od 6 do 23 hodin, a to v hodinových intervalech, s jízdní dobou z konečné na konečnou 43 minut.
Mezi důvody zavedení bylo například zpřístupnění Vinohrad (stanice metra Jiřího z Poděbrad nemá bezbariérový přístup, použití tramvaje je zde rovněž obtížné), obsluha Vinohradské nemocnice, malešického domova důchodců a poliklinik na Zahradním Městě i v Malešicích. Na Skalce je zastávka umístěna nedaleko výtahu do metra. Motivací k zavedení linky právě v této oblasti bylo, že zde v rámci poptávkové dopravy bylo mnoho individuálních žádostí o převoz.
Do budoucna chtěl ROPID usilovat o prodloužení linky na Florenc, kde by navazovala na linky 1 a 2, a pokud by se linka osvědčila, byly by podobné linky zaváděny i v dalších částech města.
V rozpočtu města Prahy (pravděpodobně jen pro zbylou část roku 2010) bylo na provoz linky vyčleněno 4,2 milionu korun.
K 12. prosinci 2010 linku převzal dopravce About Me s. r. o. a byla prodloužena do trasy Kodymova – Bucharova – Nemocnice Motol – Vypich – Břevnovská – Hradčanská (V) – Malostranská – Nemocnice Na Františku – Náměstí Republiky (T) – Florenc – Náměstí Republiky (Z) – Na Smetance – Jiřího z Poděbrad – Nemocnice Vinohrady – Poliklinika Zahradní Město – Centrum Zahradní Město. V úseku Kodymova – Florenc jezdila jen polovina spojů. Zároveň začal být místo minibusu nasazován midibus.
11. prosince 2011 byla linka zkrácena do trasy Florenc - Centrum Zahradní Město.
K 1. září 2012 byla linka zrušena.

## Poptávková doprava

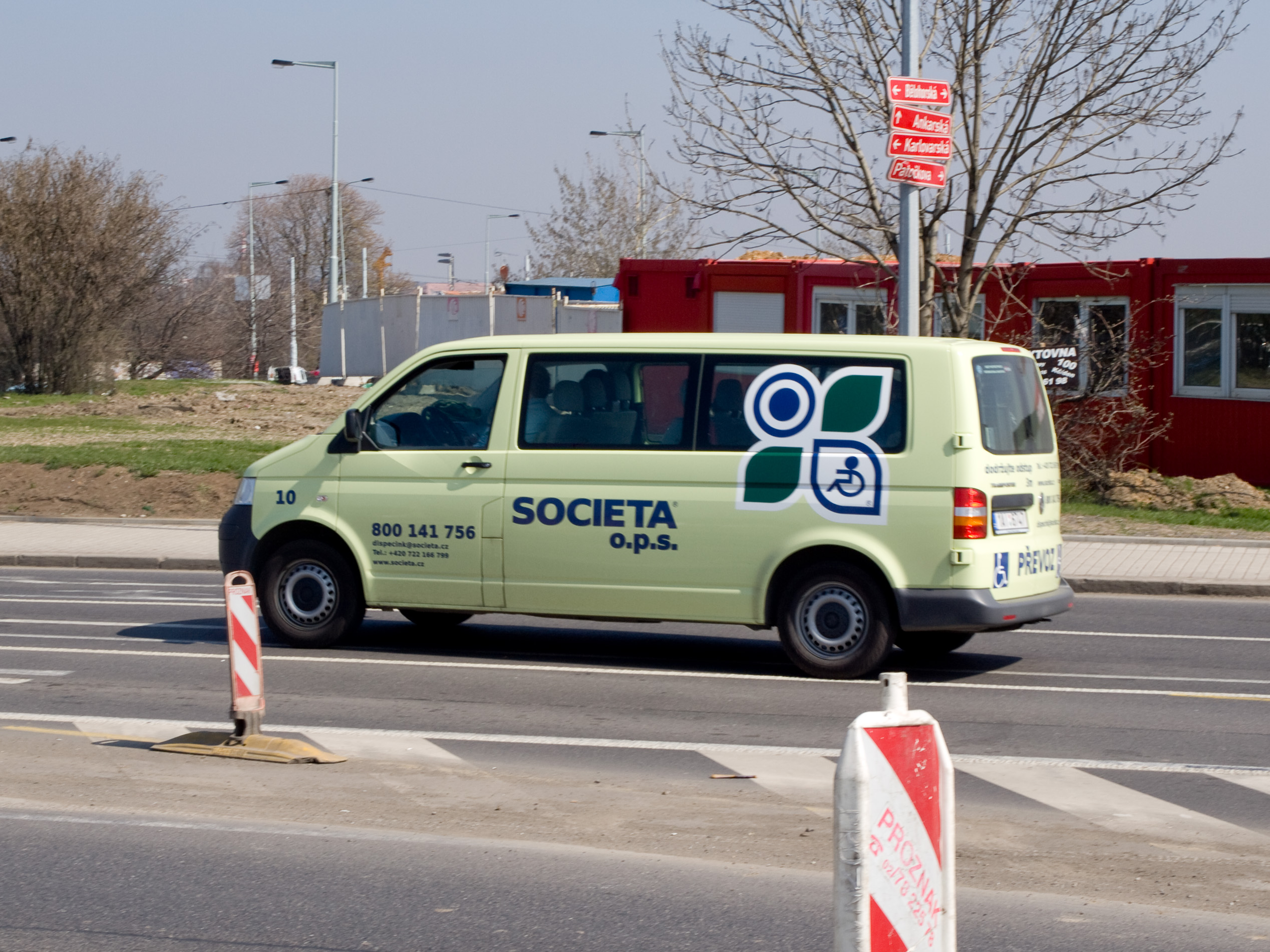
Nelinkový VW Transporter na Vypichu

Societa o. p. s. provozovala od 1. března 2009 pod hlavičkou PID na základě zadání od organizace ROPID nelinkovou přepravu držitelů průkazu ZTP nebo ZTP/P podle individuálních požadavků (objednávek) cestujících. Cesty osob s trvalým bydlištěm v Praze za účelem návštěvy zdravotnických zařízení a úřadů a některé další služby jsou bezplatné, ostatní cesty podléhají ceníku (6 až 24 Kč/km podle typu a cíle cesty). V pracovní dny bylo k dispozici až 8 mikrobusů VW Transporter a VW Crafter.
Systém poptávkové dopravy pro držitele průkazů ZTP pod názvem Bezba doprava byl zaveden v roce 2022. Objednávky přijímá a provoz koordinuje speciální pracoviště dispečinku ROPID. Vozidla provozují společnosti Lutan a Vega Tour. Dopravci získali zakázku v transparentním výběrovém řízení a 30. dubna 2021 s nimi byly podepsány smlouvy na dobu 7 let od 1. ledna 2022, s možností prodloužení o další maximálně 3 roky. ze stávajících dopravců Societa nepodala nabídku a Handicap Transport skončil v soutěži jako třetí.
K projektu se připojil i Středočeský kraj a systém tak od ledna 2022 obsluhuje i města a obce v těsném sousedství Prahy (v tarifním pásmu 1).
Při spuštění nového systému od 1. ledna 2022 systém používal 35 vozidel, z toho 25 mikrobusů určených pro přepravu tří až čtyř cestujících a 10 vozidel pro přepravu jednoho pasažéra. (Lutan 10 vozidel pro nejméně 4 vozíky a 6 vozidel pro nejméně 1 vozík; Vega Tour 15 vozidel pro nejméně 3 vozíky a 4 vozidla pro nejméně 1 vozík). V roce 2024 byl navýšen počet mikrobusů z 35 na 43, z toho dvě vozidla jsou vyčleněna pro operativní objednávky od 12 hodin přechozího dne až do poslední chvíle.
Koncem roku 2023 ředitel ROPID uvedl, že denně je převáženo až 350 cestujících, přičemž denně muselo být z důvodu nedostatečné kapacity odmítnuto kolem 50 požadavků na jednotlivou jízdu.